# زمین‌لرزه ابربرشی
در لرزه‌شناسی، زمین‌لرزه اَبَربرشی (انگلیسی: Supershear earthquake) نوعی زمین‌لرزه است که در آن مقدار گسیختگی زمین در راستای گسل سطحی،
در سرعت‌های بیش از سرعت موج برشی لرزه‌ای (موج S) رخ می‌دهد. این وضعیت باعث اثری مشابه با غرش صوتی می‌شود.
طی رویدادهای لرزه‌ای در امتداد یک گسل سطحی، جابه‌جایی در کانون زمین‌لرزه آغاز شده و سپس به بیرون ادامه می‌یابد. به‌طور معمول برای زمین‌لرزه‌های بزرگ‌تر، کانون زمین‌لرزه روی یک انتهای سطح لغزش قرار دارد و بخش بزرگی از انتشار امواج لرزه‌ای یک‌طرفه است (مانند زمین‌لرزه ۲۰۰۸ سیچوان و زمین‌لرزه و سونامی ۲۰۰۴ اقیانوس هند). مطالعات نظری انجام‌شده در گذشته، پیشنهاد کرده‌اند که حد بالایی برای سرعت انتشار برابر با امواج ریلی است که سرعت آن تقریباً ۰٫۹۲ سرعت موج برشی است. با وجود این، شواهدی از انتشار در سرعت‌های بین مقادیر سرعت موج S و موج فشاری (موج P) در چندین زمین‌لرزه گزارش شده‌است که مطابق با مطالعات نظری و آزمایشگاهی است که از امکان انتشار گسیختگی در این محدوده سرعت پشتیبانی می‌کند.

## نمونه‌ها

### مشاهده مستقیم
- زمین‌لرزه ۱۹۹۹ ازمیت، با  بزرگی ۷٫۶، بر اثر جابه‌جایی امتدادلغز گسل شمال آناتولی[۱]
- زمین‌لرزه ۱۹۹۹ دوزجی، با  بزرگی ۷٫۲، بر اثر جابه‌جایی امتدادلغز گسل شمال آناتولی[۱]
- زمین‌لرزه ۲۰۰۱ چین، با  بزرگی ۷٫۸، بر اثر جابه‌جایی امتدادلغز گسل کونلون[۲][۳]
- زمین‌لرزه ۲۰۰۲ دنالی، با  بزرگی ۷٫۹، بر اثر جابه‌جایی امتدادلغز گسل دنالی[۳][۴]
- زمین‌لرزه ۲۰۱۰ یوشو، با  بزرگی ۶٫۹، بر اثر جابه‌جایی امتدادلغز گسل یوشو[۵]
- زمین‌لرزه‌های ۲۰۱۲ اقیانوس هند، با  بزرگی ۸٫۶، بر اثر جابه‌جایی امتدادلغز چندین بخش گسلی، اولین رویداد ابربرشی که در سنگ‌کره اقیانوسی شناسایی شد.[۶]
- زمین‌لرزه ۲۰۱۸ سولاوسی، با  بزرگی ۷٫۵، بر اثر جابه‌جایی امتدادلغز گسل پالو-کورو[۷]
- زمین‌لرزه ۲۰۲۰ جامائیکا، با  بزرگی ۷٫۷، بر اثر انتشار گسیختگی یک‌طرفه به سمت غرب از مرکز زمین‌لرزه در امتداد یک بخش ۳۰۰ کیلومتری از منطقه گسلی Oriente با دو قسمت گسیختگی فوق برشی[۸]

### استنباط‌شده
- زمین‌لرزه ۱۹۰۶ سان فرانسیسکو، با  بزرگی ۷٫۸، بر اثر جابه‌جایی امتدادلغز گسل سان آندریاس[۹]
- زمین‌لرزه ۱۹۷۹ ایمپریال ولی، با  بزرگی ۶٫۴، بر اثر جابه‌جایی امتدادلغز گسل ایمپریال